# Joint Task Force 2

Joint Task Force 2 (JTF2) (Frans: Deuxième Force opérationnelle interarmées) is een Canadese Special Forces eenheid met als hoofdtaak contra-terrorisme. De eenheid is een onderdeel van het Canadese leger. Samen met het Canadian Special Operations Regiment, het 427 Special Operations Aviation Squadron en de Canadian Joint Incident Response Unit vormt de eenheid de operationele eenheden van het Canadian Special Operations Forces Command.

## Oprichting
De eenheid werd opgericht op 1 april 1993, en is een opvolger van Royal Canadian Mounted Police's Special Emergency Response Team (SERT). JTF2 gebruikte ook sindsdien de trainingsfacilteiten van SERT aan de Dwyer Hill Road, een 70 km lange weg vlak bij Ottawa. Voor een snellere ontplooiing verhuisde de eenheid in februari 2012 naar Canadian Forces Base Trenton waar nieuwe oefenfaciliteiten werden gebouwd. De budgetten van de eenheid werden na 11 september 2001 gevoelig verhoogd. De eenheid zou nu circa 600 personen tellen.

## Geheim
Veel van de info over JTF2 is geheim. De Canadese regering noch het Canadese ministerie van landsverdediging geven ooit commentaar over het bestaan of de opdrachten van de eenheid. De Canadese televisieseries The Border en Flashpoint refereren regelmatig aan JTF2 met een aantal personages die deel uitmaken van de eenheid.

## Bewapening
Bij de standaard uitrusting horen C7 en C8 (SFW) geweren van Colt Canada, FN P90 PDWs, Heckler & Koch MP5A3 machinegeweren, SIG Sauer pistolen en Benelli M3 semiautomatische hagelgeweren. Beveiligd transport kan onder meer met Jackal pantservoertuigen.